# Struttura di Lewis

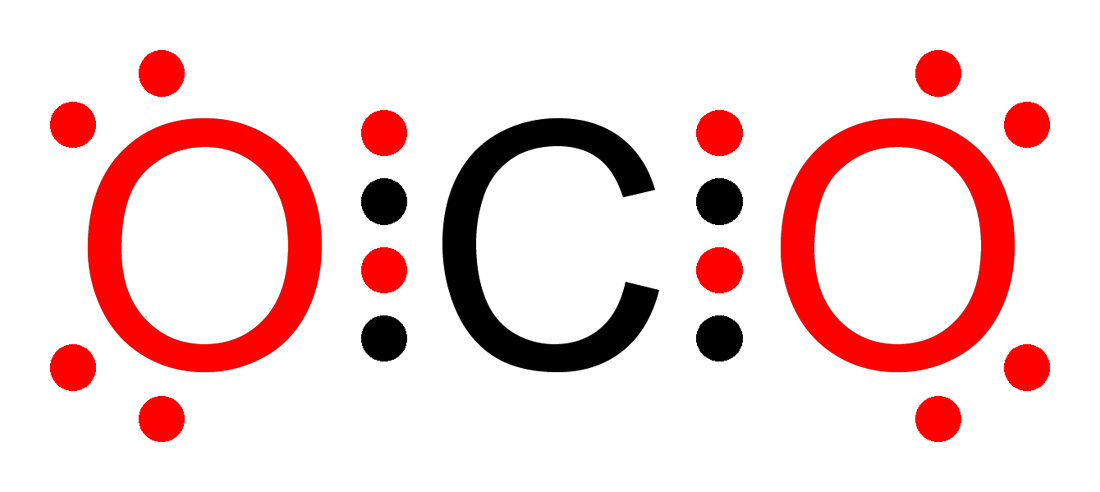
L'anidride carbonica secondo la struttura di Lewis

La struttura di Lewis, o formula di Lewis, è un modo di rappresentare atomi, molecole o ioni ideato dal chimico Gilbert Lewis, basandosi sulla regola dell'ottetto. Consiste in un disegno bidimensionale dove ogni atomo è rappresentato dal suo simbolo chimico, circondato da punti che rappresentano i suoi elettroni di valenza. Gli elettroni spaiati sono rappresentati da un punto singolo, i doppietti elettronici da una coppia di punti (talora, per maggior chiarezza, da un trattino). Gli elettroni che partecipano ad un legame covalente sono disposti tra i simboli dei due atomi che formano il legame: un legame singolo è rappresentato da una coppia di punti, un legame doppio da due coppie di punti, un legame triplo da tre coppie di punti. Accanto ai simboli degli atomi è indicata, se diversa da zero, la loro carica formale. Per rappresentare un doppietto elettronico, anziché una coppia di punti è possibile usare un trattino.

## Costruzione della struttura
È possibile disegnare una struttura di Lewis per una molecola con il seguente schema:
1. si contano gli elettroni di valenza di ciascun atomo presente nella formula bruta;
2. si divide il numero di elettroni per due ottenendo dunque il numero di coppie elettroniche che andranno sistemate nella struttura;
3. si costruisce uno "scheletro" contenente solamente legami di tipo σ, avendo cura di disporre gli eventuali atomi di idrogeno in posizioni terminali;
4. dopo aver sottratto dal totale il numero di coppie utilizzate per formare i legami σ si dispongono le restanti coppie in maniera tale da soddisfare la regola dell'ottetto, ad esempio utilizzandole come coppie solitarie oppure come legami multipli;
5. si verifica che il numero ed il modulo delle cariche formali sia il minore possibile ed inoltre che cariche formali positive non si trovino su elementi elettronegativi.

### Esempi

#### Anidride carbonica, CO2
Il numero di elettroni di valenza presenti nella molecola è 4+6+6=16 e pertanto 8 coppie. Si costruisce lo scheletro della molecola collegando i due atomi di ossigeno all'atomo di carbonio, O-C-O, utilizzando quindi due coppie; le restanti sei vengono posizionate in maniera da completare l'ottetto sugli atomi di ossigeno più elettronegativi. Dal momento che procedendo in questo modo l'atomo di carbonio avrebbe solo 4 elettroni si sposta una coppia di elettroni da ciascun atomo di ossigeno per formare i due doppi legami di O=C=O.

#### Monossido d'azoto, NO
Il numero di elettroni di valenza presenti nella molecola è 5+6=11, si hanno dunque 5 coppie ed un elettrone spaiato. Si legano i due atomi utilizzando una coppia, delle restanti 4 se ne posizionano 3 sull'ossigeno più elettronegativo ed una sull'azoto, dal momento che l'ossigeno ha così completato l'ottetto l'elettrone spaiato si sistema sull'azoto. L'atomo di azoto si trova con 7 elettroni nel suo guscio di valenza ed ha una carica formale pari a +1 mentre l'ossigeno ha carica formale -1, per eliminare queste cariche si forma un doppio legame ottenendo ·N=O.

#### Acido ortofosforico, H3PO4
La molecola presenta 3+5+4·6=32 elettroni, 16 coppie. Si costruisce lo scheletro della molecola posizionando l'atomo di fosforo al centro, legato singolarmente a quattro atomi di ossigeno con quattro legami singoli, si sistemano gli atomi di idrogeno in posizione terminale su tre ossigeni. In questa maniera sono state utilizzate 7 coppie, le restanti 9 si usano per completare l'ottetto degli atomi di ossigeno. Osservando le cariche formali si vede che P ha +1 e l'ossigeno senza atomo di idrogeno -1, si forma il doppio legame P=O e si ottiene la struttura finale.

## Eccezioni alla regola dell'ottetto
Alla regola dell'ottetto sfuggono quattro categorie:
- Gli elementi del primo periodo: idrogeno ed elio, per questi sono sufficienti due elettroni (raggiungono il duetto).
- Specie con elettroni dispari, ad esempio NO.
- Gli acidi di Lewis, ad esempio: BCl3 o AlF3, i quali non raggiungono l'ottetto.
- I complessi, i composti organometallici o composti quali PCl5 o SCl6, che potendo sfruttare orbitali d disponibili si dice che possiedono "ottetto espanso".